# 武蔵野ステークス
武蔵野ステークス（むさしのステークス）は、日本中央競馬会（JRA）が東京競馬場で施行する中央競馬の重賞競走（GIII）である。2024年まで競馬番組表での名称は「東京中日スポーツ杯 武蔵野ステークス（とうきょうちゅうにちスポーツはい むさしのステークス）」と表記されていた。

競走名の「武蔵野」は東京都と埼玉県にまたがる洪積台地で、南は多摩川から北は川越市付近まで広がっている。また、東京都中部にある武蔵野市は、吉祥寺を中心に商業・住宅地として発展している。

なお、東京競馬場最寄りの府中本町駅を通るJR武蔵野線も、武蔵野地域・武蔵野台地を貫通して沿線の都市を結ぶことに由来して名付けられたものである。
2024年まで寄贈賞を提供していた「東京中日スポーツ」は、中日新聞社が東京（中日新聞東京本社）で発行する朝刊スポーツ紙。同紙は2025年（令和7年）1月31日限りで紙版の発刊を取りやめ、電子版およびWeb媒体に特化することから、2025年の第30回以降寄贈賞および冠が外れて単に「武蔵野ステークス」と改められる予定である。
正賞は地方競馬全国協会理事長賞。

## 概要
1996年に新設された、4歳（現3歳）以上の馬による重賞競走。2014年より、本競走の1着馬にチャンピオンズカップの優先出走権が付与されている。
創設時は5月に東京競馬場のダート2100mで行われていたが、ダート競走体系の整備が進められた2000年にジャパンカップダート（2014年より「チャンピオンズカップ」に改称）が新設されると、本競走はダート1600mに短縮のうえ施行時期も秋の東京開催に変更され、ジャパンカップダートの前哨戦に位置づけられた。
創設時より外国産馬が出走可能なほか、地方競馬所属馬は1997年から、外国馬は2000年からそれぞれ出走可能になった。

### 競走条件
以下の内容は、2024年現在のもの。
出走資格：サラ系3歳以上
- JRA所属馬（外国産馬含む）
- 地方競馬所属馬（4頭まで）
- 外国調教馬（優先出走）

負担重量：別定
- 3歳56kg、4歳以上57kg、牝馬2kg減
  - 2020年11月14日以降のGI競走（牝馬限定競走を除く）1着馬3kg増、牝馬限定GI競走またはGII競走（牝馬限定競走を除く）1着馬2kg増、牝馬限定GII競走またはGIII競走（牝馬限定競走を除く）1着馬1kg増
  - 2020年11月13日以前のGI競走（牝馬限定競走を除く）1着馬2kg増、牝馬限定GI競走またはGII競走（牝馬限定競走を除く）1着馬1kg増（2歳時の成績を除く）

### 賞金
2024年の1着賞金は3800万円で、以下2着1500万円、3着950万円、4着570万円、5着380万円。

## 歴史
- 1996年 - 4歳（現3歳）以上の競走馬による重賞競走（GIII[注 1]）として新設、東京競馬場・ダート2100mで施行[5]。
- 1997年 - 指定交流競走となり、地方競馬所属馬が5頭まで出走可能になる[5]。
- 1998年 - 「英国祭UK'98開催記念」の副称をつけて施行[5]。
- 2000年
  - 国際競走に変更され、外国調教馬が4頭まで出走可能となる[5]。
  - 地方競馬所属馬の出走枠を4頭に変更[5]。
- 2001年 - 名称を「東京中日スポーツ杯 武蔵野ステークス」に変更[5]。
- 2002年 - 外国馬の出走枠を8頭に拡大[5]。
- 2014年 - この年から1着馬にチャンピオンズカップの優先出走権を付与[5]。
- 2025年 - 東京中日スポーツが紙版を休刊することに伴い寄贈賞を取り止められ、武蔵野ステークスに改称予定[10]。

### 歴代優勝馬
距離はすべてダートコース。
優勝馬の馬齢は、2000年以前も現行表記に揃えている。
| 回数   | 施行日         | 競馬場 | 距離  | 優勝馬             | 性齢  | タイム | 優勝騎手   | 管理調教師 | 馬主                   |
| ------ | -------------- | ------ | ----- | ------------------ | ----- | ------ | ---------- | ---------- | ---------------------- |
| 第1回  | 1996年5月18日  | 東京   | 2100m | キソジゴールド     | 牡7   | 2:11.6 | 安田康彦   | 安田伊佐夫 | 皆吉康子               |
| 第2回  | 1997年5月17日  | 東京   | 2100m | デュークグランプリ | 牡6   | 2:10.5 | 岡部幸雄   | 小西一男   | 石原春夫               |
| 第3回  | 1998年5月23日  | 東京   | 2100m | エムアイブラン     | 牡6   | 2:11.8 | 武豊       | 伊藤修司   | 稲見豊                 |
| 第4回  | 1999年5月22日  | 東京   | 2100m | エムアイブラン     | 牡7   | 2:09.6 | 武豊       | 伊藤修司   | 谷口貞保               |
| 第5回  | 2000年10月28日 | 東京   | 1600m | サンフォードシチー | 牡5   | 1:35.4 | 村山明     | 大沢真     | （株）友駿ホースクラブ |
| 第6回  | 2001年10月27日 | 東京   | 1600m | クロフネ           | 牡3   | 1:33.3 | 武豊       | 松田国英   | 金子真人               |
| 第7回  | 2002年10月26日 | 中山   | 1800m | ダブルハピネス     | 牡5   | 1:52.2 | 河内洋     | 柴田政見   | 伊藤武三郎             |
| 第8回  | 2003年11月1日  | 東京   | 1600m | サイレントディール | 牡3   | 1:36.2 | O.ペリエ   | 池江泰郎   | 金子真人               |
| 第9回  | 2004年10月30日 | 東京   | 1600m | ピットファイター   | 牡5   | 1:35.4 | 柴田善臣   | 加藤征弘   | 臼田浩義               |
| 第10回 | 2005年10月29日 | 東京   | 1600m | サンライズバッカス | 牡3   | 1:35.2 | 佐藤哲三   | 音無秀孝   | 松岡隆雄               |
| 第11回 | 2006年10月28日 | 東京   | 1600m | シーキングザベスト | 牡5   | 1:35.3 | 勝浦正樹   | 森秀行     | 吉田和子               |
| 第12回 | 2007年10月27日 | 東京   | 1600m | エイシンロンバード | 牡5   | 1:35.5 | 吉田豊     | 小崎憲     | 平井豊光               |
| 第13回 | 2008年11月8日  | 東京   | 1600m | キクノサリーレ     | 牡3   | 1:36.0 | 後藤浩輝   | 吉田直弘   | 菊池五郎               |
| 第14回 | 2009年11月7日  | 東京   | 1600m | ワンダーアキュート | 牡3   | 1:35.5 | 安藤勝己   | 佐藤正雄   | 山本信行               |
| 第15回 | 2010年11月14日 | 東京   | 1600m | グロリアスノア     | 牡4   | 1:36.6 | 戸崎圭太   | 矢作芳人   | 高野葉子               |
| 第16回 | 2011年11月13日 | 東京   | 1600m | ナムラタイタン     | 牡5   | 1:35.2 | 熊沢重文   | 大橋勇樹   | 奈村信重               |
| 第17回 | 2012年11月11日 | 東京   | 1600m | イジゲン           | 牡3   | 1:36.4 | R.ムーア   | 堀宣行     | 林正道                 |
| 第18回 | 2013年11月10日 | 東京   | 1600m | ベルシャザール     | 牡5   | 1:35.3 | C.ルメール | 松田国英   | （有）社台レースホース |
| 第19回 | 2014年11月15日 | 東京   | 1600m | ワイドバッハ       | 牡5   | 1:35.2 | 武豊       | 庄野靖志   | 幅田京子               |
| 第20回 | 2015年11月14日 | 東京   | 1600m | ノンコノユメ       | 牡3   | 1:34.7 | C.ルメール | 加藤征弘   | 山田和正               |
| 第21回 | 2016年11月12日 | 東京   | 1600m | タガノトネール     | せん6 | 1:33.8 | 田辺裕信   | 鮫島一歩   | 八木良司               |
| 第22回 | 2017年11月11日 | 東京   | 1600m | インカンテーション | 牡7   | 1:35.5 | 三浦皇成   | 羽月友彦   | （有）ターフ・スポート |
| 第23回 | 2018年11月10日 | 東京   | 1600m | サンライズノヴァ   | 牡4   | 1:34.7 | 戸崎圭太   | 音無秀孝   | 松岡隆雄               |
| 第24回 | 2019年11月9日  | 東京   | 1600m | ワンダーリーデル   | 牡6   | 1:34.6 | 横山典弘   | 安田翔伍   | 山本能成               |
| 第25回 | 2020年11月14日 | 東京   | 1600m | サンライズノヴァ   | 牡6   | 1:35.0 | 松若風馬   | 音無秀孝   | 松岡隆雄               |
| 第26回 | 2021年11月13日 | 東京   | 1600m | ソリストサンダー   | 牡6   | 1:35.0 | 戸崎圭太   | 高柳大輔   | 村上稔                 |
| 第27回 | 2022年11月12日 | 東京   | 1600m | ギルデッドミラー   | 牝5   | 1:35.6 | 三浦皇成   | 松永幹夫   | （有）シルクレーシング |
| 第28回 | 2023年11月11日 | 東京   | 1600m | ドライスタウト     | 牡4   | 1:35.2 | 横山武史   | 牧浦充徳   | （株）YGGホースクラブ  |
| 第29回 | 2024年11月9日  | 東京   | 1600m | エンペラーワケア   | 牡4   | 1:36.0 | 川田将雅   | 杉山晴紀   | 草間庸文               |

## 同名の競走
重賞競走が創設される以前の1995年まで、同名の特別競走が行われていた。ただし、JRAではこれらの競走を前身としていない。

### 優勝馬
距離はすべてダートコース。
優勝馬の馬齢は、現行表記に揃えている。
| 施行日        | 競馬場 | 距離  | 条件     | 優勝馬             | 性齢 | タイム | 優勝騎手 | 管理調教師 | 馬主                     |
| ------------- | ------ | ----- | -------- | ------------------ | ---- | ------ | -------- | ---------- | ------------------------ |
| 1986年4月20日 | 東京   | 1600m | 1400万下 | ロードレオネ       | 牡4  | 1:37.8 | 菅原泰夫 | 野平好男   | （株）ロードホースクラブ |
| 1987年5月16日 | 東京   | 1600m | 1400万下 | ベルベッドグローブ | 牡4  | 1:35.5 | 郷原洋行 | 大久保房松 | 栗林英雄                 |
| 1988年4月29日 | 東京   | 1400m | 1400万下 | イブキノキャニオン | 牡4  | 1:23.1 | 田村正光 | 野平富久   | （有）伊吹               |
| 1989年5月13日 | 東京   | 1600m | オープン | レインボーアカサカ | 牡5  | 1:35.0 | 岡部幸雄 | 高橋英夫   | （有）イーデン産業       |
| 1990年5月12日 | 東京   | 1600m | オープン | ダイナレター       | 牡6  | 1:36.6 | 杉浦宏昭 | 二本柳俊夫 | （有）社台レースホース   |
| 1991年5月11日 | 東京   | 1600m | オープン | ミスタートウジン   | 牡5  | 1:35.4 | 安田隆行 | 福島信晴   | 藤立啓一                 |
| 1992年5月16日 | 東京   | 1600m | オープン | ナリタハヤブサ     | 牡5  | 1:34.5 | 横山典弘 | 中尾謙太郎 | 山路秀則                 |
| 1993年5月15日 | 東京   | 1600m | オープン | メイショウホムラ   | 牡5  | 1:35.3 | 的場均   | 高橋成忠   | 松本好雄                 |
| 1994年5月14日 | 東京   | 1600m | オープン | イブキクラッシュ   | 牡4  | 1:37.0 | 的場均   | 沖芳夫     | （有）伊吹               |
| 1995年5月13日 | 東京   | 1600m | オープン | イブキクラッシュ   | 牡5  | 1:35.6 | 的場均   | 沖芳夫     | （有）伊吹               |

- 出典：netkeiba.com
  - 1986年、1987年、1988年、1989年、1990年、1991年、1992年、1993年、1994年、1995年